# Polo le Lapin
 (novembre 2015).
Créé par Maxime Berger, Polo le Lapin est le héros d'une série de livres pour enfants imaginée par Bruno Humbeeck, psychopédagogue, et Maxime Berger.
Il est aussi le personnage récurrent utilisé par le service de Sciences de la Famille de l'Université de Mons (UMONS) dans ses projets pédagogiques.

## Les livresPolo le lapin
Collection Polo le lapin :
1. Fifi l'éléphant et la souris Marcel qui le harcèle tout le temps ! (Bruno Humbeeck, Maxime Berger. Ed.Mols).
2. Polo le Lapin se bouche les oreilles" (Bruno Humbeeck, Maxime Berger. Ed.Mols).
3. Hors série: les aventures d'un gros lapin (Maxime Berger)

## Polo le lapinet l'Université de Mons
Projets pédagogiques :
- 10 fascicules de stimulation du langage oral et de coéducation pour enfants de maternelle intitulés : Éduquons ensemble avec Polo le Lapin.
- 10 fascicules coéducatifs de sensibilisation aux mathématiques pour enfants de maternelles intitulés : Éduquons ensemble les mathématiques avec Polo le Lapin.
- 10 fascicules Parlons ensemble d'éducation venant en soutien à des rencontres éducatives.
- Illustration des concepts de la recherche-action Prévention de la violence et du harcèlement scolaire.

## Une éducation presque parfaite
Polo le Lapin est également le personnage récurrent d'une série d'émissions (développée par la télévision locale Télésambre, en partenariat avec l'Université de Mons et les villes de Charleroi et Etterbeek, intitulées : Une éducation presque parfaite.